# Gmina Fagersta
Gmina Fagersta (szw. Fagersta kommun) – gmina w Szwecji, w regionie Västmanland, z siedzibą w Fagersta.
Pod względem zaludnienia Fagersta jest 183. gminą w Szwecji. Zamieszkuje ją 12 231 osób, z czego 50,09% to kobiety (6126) i 49,91% to mężczyźni (6105). W gminie zameldowanych jest 711 cudzoziemców. Na każdy kilometr kwadratowy przypada 45,18 mieszkańca. Pod względem wielkości gmina zajmuje 232. miejsce.